# Juan Sabas
Juan Sabas Huertas Lorente (Madrid, España, 13 de abril de 1967) es un exfutbolista y entrenador español. Actualmente dirige al Zamora C. F. de la Primera Federación. Es hermano del también futbolista Gabriel Huertas Lorente.

## Trayectoria

### Como entrenador
Además de en el Granada CF, ha sido el segundo entrenador con Abel Resino en el Club Atlético de Madrid, Club de Fútbol Ciudad de Murcia, Levante Unión Deportiva y Real Valladolid CF. También ha entrenado en las categorías inferiores del Club Atlético de Madrid.
En la temporada 2013-2014 inicia su etapa como primer entrenador en la Tercera División Madrileña de la mano de la Unión Deportiva San Sebastián de los Reyes, clasificándolo como 4º clasificado para los playoffs de Ascenso a 2ª División "B" cayendo eliminado en 2º ronda.
El exfutbolista de Atlético o Real Betis y exentrenador, entre otros, del San Sebastián de los Reyes, en diciembre de 2016 fue nombrado nuevo entrenador del Extremadura UD, salvandolo de descender a Tercera División. En la temporada siguiente y con la pretemporada comenzada es destituido como entrenador, siendo sustituido por Agustín izquierdo.
En esa misma temporada en la que no empezaría como entrenador, en el mes de mayo de 2018, tras la destitución de Rafael Martín Vázquez al frente del Extremadura UD, el técnico madrileño coge las riendas del conjunto extremeño en la penúltima jornada de liga con el objetivo de clasificar al equipo para el play-off de ascenso a Segunda División, objetivo que cumple.
En marzo de 2020 es nombrado entrenador del Córdoba Club de Fútbol hasta el final de la temporada, tras la destitución de Raül Agné. Si bien inicia la Temporada 2020/21, es destituido tras la sexta jornada con un balance de dos victorias, dos empates y dos derrotas.
El 24 de octubre de 2023, fue anunciado como nuevo entrenador de la UD Melilla de la Primera Federación.
El 4 de marzo de 2024, es destituido como entrenador de la UD Melilla.
El 4 de julio de 2024, es anunciado como nuevo entrenador del Zamora CF de la Primera Federación.

## Clubes

### Como jugador
| Club                            | País   | Año       | PJ (G) |
| ------------------------------- | ------ | --------- | ------ |
| CF Valdepeñas                   | España | 1986-1987 |        |
| CD Pegaso                       | España | 1987-1989 | 37(21) |
| Rayo Vallecano de Madrid        | España | 1989-1990 | 34(6)  |
| Club Atlético de Madrid         | España | 1990-1994 | 63(9)  |
| Real Betis Balompié             | España | 1994-1997 | 70(12) |
| Club Polideportivo Mérida       | España | 1997-1999 | 64(16) |
| Albacete Balompié               | España | 1999-2001 | 47(8)  |
| Balompédica Linense             | España | 2001      | 2(1)   |
| Hércules CF                     | España | 2001      | 13(1)  |
| Club de Fútbol Ciudad de Murcia | España | 2001-2002 |        |
| Pegaso Tres Cantos              | España | 2002-2003 |        |

### Como entrenador
| Club                          | País   | Periodo       |
| ----------------------------- | ------ | ------------- |
| Ciudad de Murcia (Asistente)  | España | 2005-2006     |
| Levante UD (Asistente)        | España | 2007          |
| Atlético Madrid (Asistente)   | España | 2009          |
| Real Valladolid (Asistente)   | España | 2010-2011     |
| UD San Sebastián de los Reyes | España | 2013-2014     |
| Extremadura UD                | España | 2017-2018     |
| Córdoba CF                    | España | 2020          |
| UD Melilla                    | España | 2023-2024     |
| Zamora CF                     | España | 2024-presente |

## Palmarés

### Como jugador
- Copa del Rey, 1991 (Club Atlético de Madrid)
- Copa del Rey, 1992 (Club Atlético de Madrid)
- Ascenso a Segunda B con el Club de Fútbol Ciudad de Murcia (2001)